# Marit Melkersson

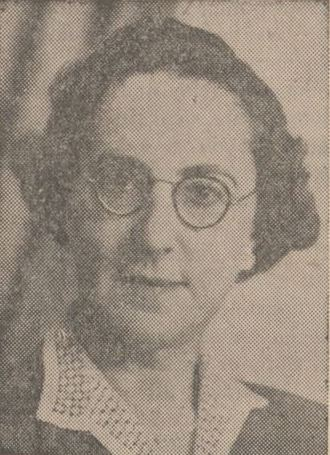
Marit Melkersson.

Nanna Marit Melkersson, född 9 juni 1902 i Luleå, död 16 februari 1962 i Söderhamn, var en svensk bibliotekarie.
Melkersson, som genomgått åttaklassig flickskola vid Tyringe helpension i Hindås, utexaminerades från Anna Sandströms högre lärarinneseminarium i Stockholm 1926 och från högre bibliotekskurs 1936. Hon studerade även språk i Tyskland 1922–23 och innehade anställning i Rom 1928–29. Hon tjänstgjorde vid biblioteket i Luleå 1932–34, i Halmstad 1934–35, vid Dicksonska folkbiblioteket i Göteborg 1935–36 och var stadsbibliotekarie i Söderhamn från 1937 till hösten 1961, då hon drabbades av sjukdom. Hon efterträddes i sistnämnda befattning av Karin Ebert, senare Gidlöf.